# Droga wojewódzka nr 158
Droga wojewódzka nr 158 (DW158) – droga wojewódzka w województwie lubuskim o długości 50 km łącząca Gorzów Wielkopolski z Drezdenkiem. Droga przebiega przez powiaty: Gorzów Wielkopolski, gorzowski i strzelecko-drezdenecki.

## Miejscowości leżące przy trasie DW158

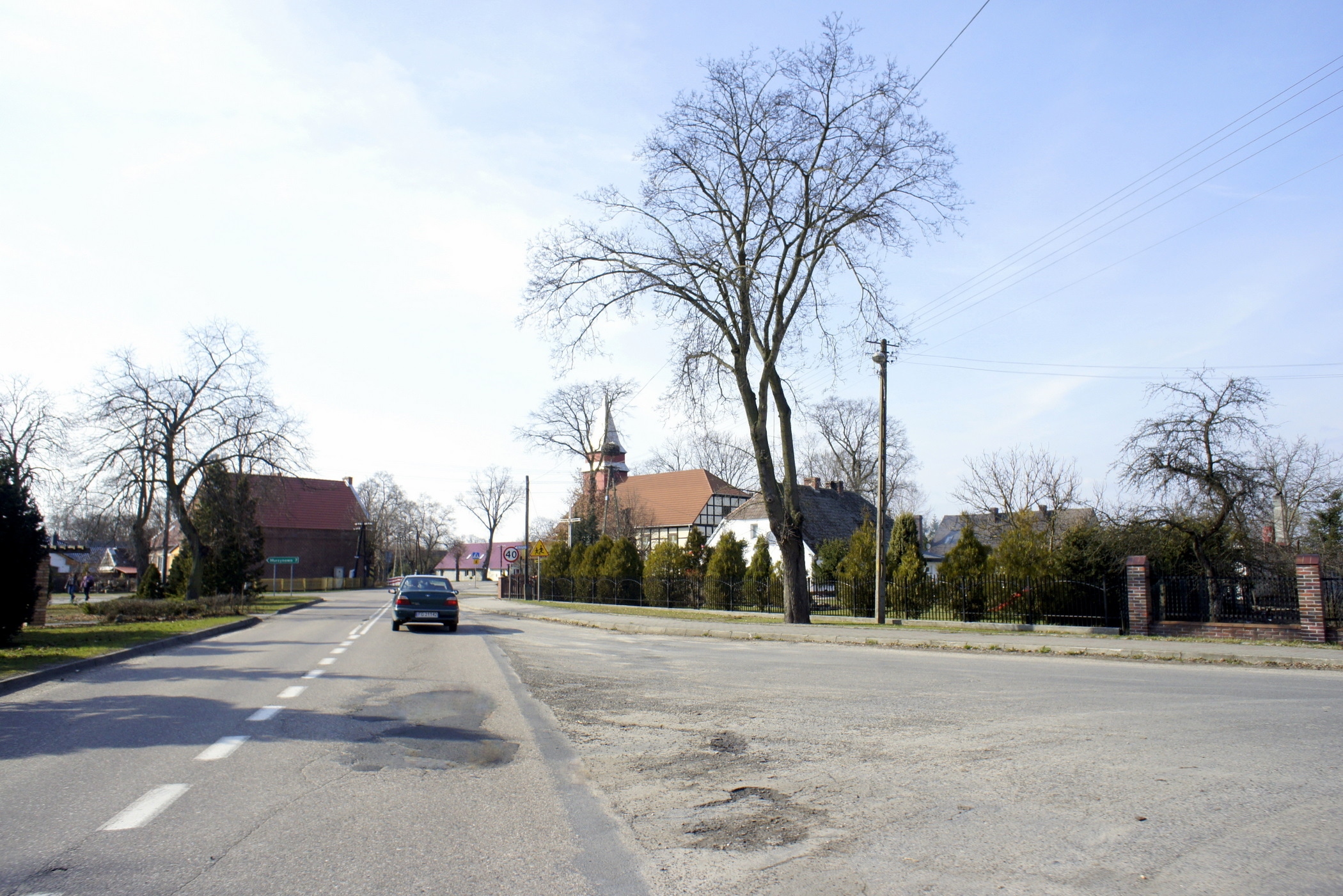
Wjazd do wsi Stare Polichno od strony Drezdenka

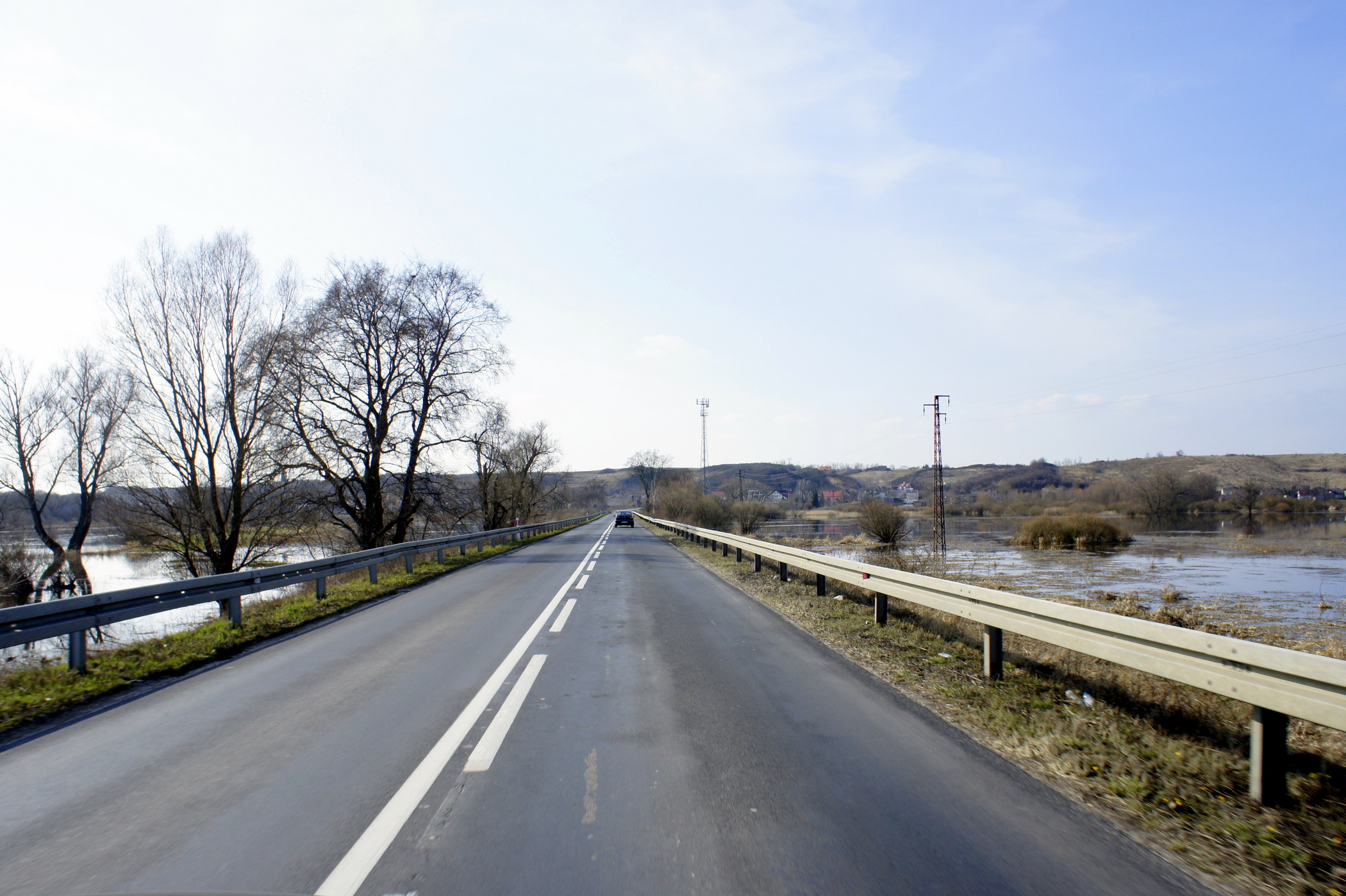
Po lewej rozlewiska Warty, po prawej, Noteci

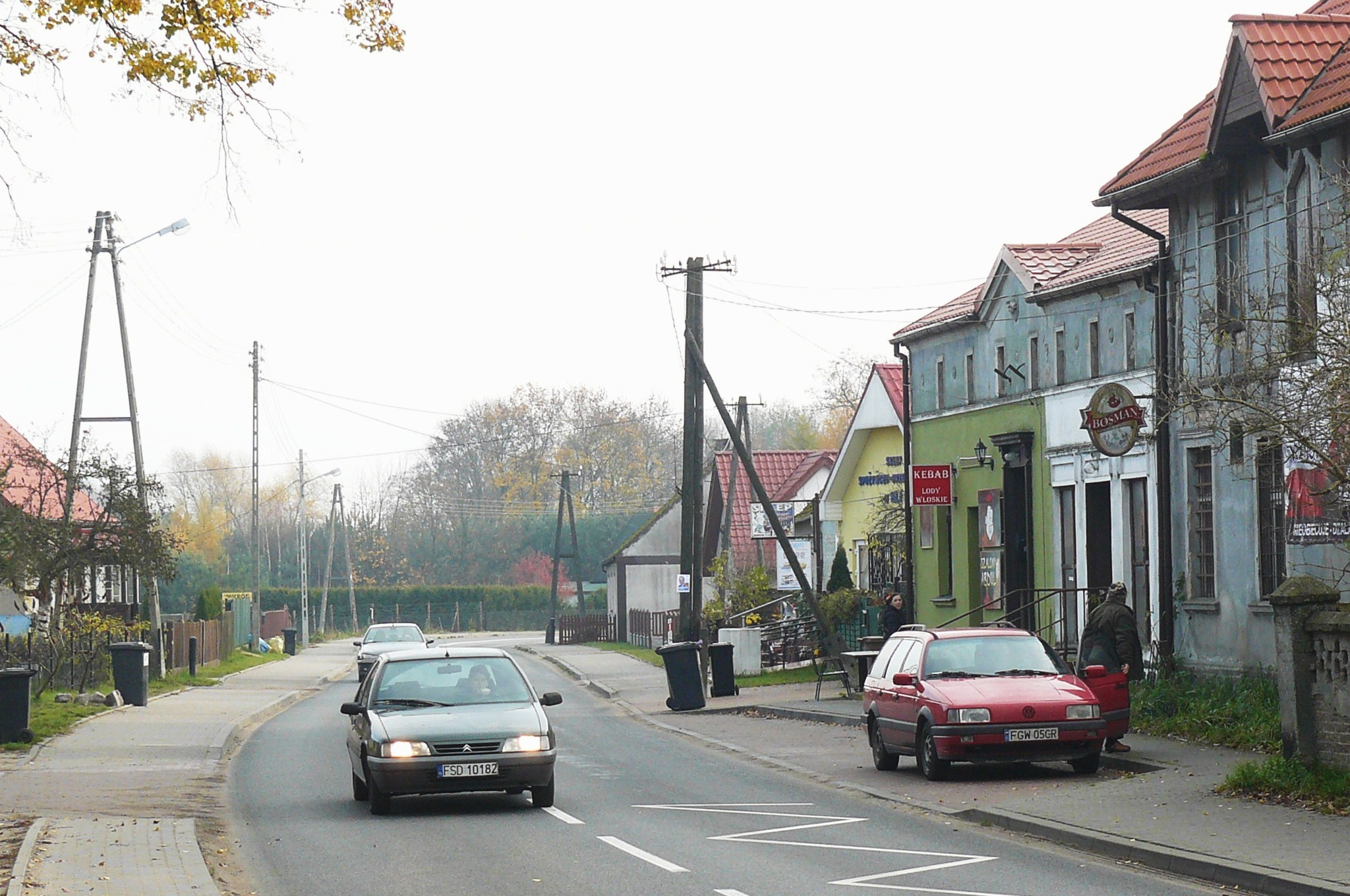
Droga w Gościmiu

- Gorzów Wielkopolski
- Wawrów
- Janczewo
- Gralewo
- Santok
- Stare Polichno
- Lipki Wielkie
- Goszczanowo
- Gościm
- Trzebicz
- Drezdenko